# Unione Sportiva Fossanese 1949-1950
Questa voce raccoglie le informazioni riguardanti l 'Unione Sportiva Fossanese nelle competizioni ufficiali della stagione 1949-1950.

## Rosa
| N. |                   | Ruolo | Calciatore    |
| -- | ----------------- | ----- | ------------- |
|    | Italia (bandiera) | A     | M. Bo         |
|    | Italia (bandiera) | D     | A. Cattaneo   |
|    | Italia (bandiera) | D     | T. Dominietto |
|    | Italia (bandiera) | A     | G. Gerbotto   |
|    | Italia (bandiera) | C     | P. Giletta    |
|    | Italia (bandiera) | P     | D. Guzzoni    |
|    | Italia (bandiera) | A     | S. Kretli     |
|    | Italia (bandiera) | C     | G. Marchiò    |

| N. |                   | Ruolo | Calciatore    |
| -- | ----------------- | ----- | ------------- |
|    | Italia (bandiera) | A     | Luigi Martina |
|    | Italia (bandiera) | A     | R. Mucci      |
|    | Italia (bandiera) | A     | M. Santini    |
|    | Italia (bandiera) | A     | M. Streri     |
|    | Italia (bandiera) | A     | L. Testa      |
|    | Italia (bandiera) | A     | C. Turati     |
|    | Italia (bandiera) | C     | M. Zenitto    |